# Lee Sang-hyeok

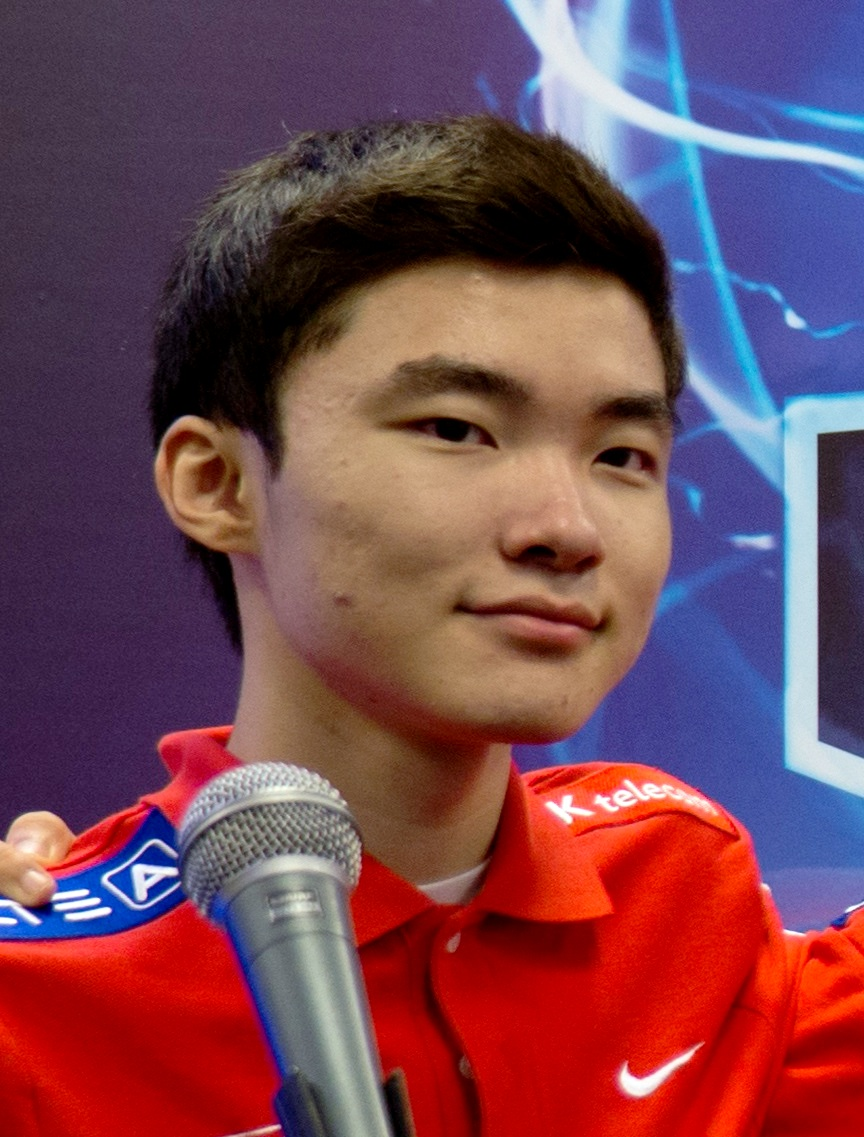
Faker (2013)

Lee „Faker“ Sang-hyeok (kor. 이상혁; * 7. Mai 1996 in Seoul) ist ein professioneller südkoreanischer E-Sportler im Computerspiel League of Legends. Er spielt seit 2013 für das Team T1 (ehemals SK Telecom T1) auf der Midlane-Position und gilt als bester League-of-Legends-Spieler der Welt.
Im Laufe seiner Karriere hat er insgesamt fünfmal die Weltmeisterschaft und über 1,8 Mio. US-Dollar Preisgeld gewonnen. Außerdem errang er mit dem südkoreanischen Nationalteam die Silbermedaille bei den Asienspielen 2018 und die Goldmedaille bei den (2023 ausgetragenen) Asienspielen 2022. Seit seiner letzten Vertragsverlängerung im Februar 2020 ist Faker zudem Mitbesitzer seines Teams T1.

## Hintergrund
League of Legends ist ein 2009 veröffentlichtes PC-Spiel aus dem MOBA-Genre, das im Modus fünf gegen fünf gespielt wird. Nachdem es 2011 auch in Südkorea erschien, erlangte es dort in kurzer Zeit sehr große Beliebtheit; ähnlich wie rund eine Dekade zuvor StarCraft: Brood War. Anfang 2012 startete die auf dem Sender OnGameNet übertragene Turnierserie OGN Champions, bei der in zwei bis drei Saisons pro Jahr ein Gesamt-Preisgeld im jeweils sechsstelligen Euro-Bereich ausgeschüttet wird.
SK Telecom T1 – das Werksteam des koreanischen Telekommunikationsanbieters SK Telecom – nahm im Dezember 2012 ihr erstes League of Legends Team unter Vertrag. Zwei Monate später wurde ein zweites Team mit Lee „Faker“ Sang-hyeok auf der Midlane-Position verpflichtet, das fortan unter dem Namen SK Telecom T1 2 an den Start ging. Zuvor war Faker noch in keinem professionellen Team aktiv.
Beide Teams von SKT T1 qualifizierten sich für die Frühlings-Saison 2013 von OGN-Champions, wobei das zweite Team um Faker mit dem dritten Platz besser als das Hauptteam abschnitt und ein Preisgeld von umgerechnet etwa 16.500 Euro gewann. Wenig später wurde aus SKT1 2 das neue Hauptteam von SK Telecom T1. In der folgenden Sommer-Saison konnte das Team um Faker das Turnier und 54.000 Euro Preisgeld gewinnen, wobei Faker als Bester Midlaner und Bester Spieler des Turniers ausgezeichnet wurde, was ihm zusammen ein zusätzliches persönliches Preisgeld von umgerechnet knapp 8.000 Euro einbrachte.
Im Herbst konnte das Team auch an der Riot Season 3 World Championship, mit einem Gesamt-Preisgeld von etwas mehr als zwei Millionen US-Dollar das bis dahin zweithöchstdotierte E-Sport-Turnier aller Zeiten, teilnehmen und ging dort als Mitfavorit an den Start. Dem Team um Faker gelang der Einzug ins Finale, wo es auf das chinesische Team Royal Club Huang Zu traf. Im ausverkauften Staples Center und vor mehreren Millionen Livestream-Zuschauern gewann SKT1 deutlich mit 3:0 und somit den Hauptpreis in Höhe von einer Million Dollar.
Ende des Jahres 2013 erhielt Faker zahlreiche Auszeichnungen als bester LoL-Spieler des Jahres; das Portal onGamers.com kürte ihn sogar zum besten E-Sportler 2013.
In der OGN Winter-Saison 2013/14 setzte das Team, inzwischen unter dem Namen SKT T1 K startend, seine Siegesserie fort und gewann das Turnier ohne Mapverlust (15:0). Finalgegner war das Team Samsung Galaxy Ozone. Erneut gewann Faker die Auszeichnungen für den Wertvollsten Spieler (MVP) und den besten Midlaner.
Bei der anschließenden OGN-Saison im Frühling 2014 überstand das Team bereits die Gruppenphase nur knapp und schied im Viertelfinale gegen Samsung Galaxy Ozone mit 1:3 aus. Im OGN-Summer 2014 scheiterte SK Telecom T1 erneut gegen das inzwischen in Samsung Galaxy White umbenannte Team durch eine 1:3-Niederlage im Viertelfinale. Als viertplatziertes Team der koreanischen Vorausscheidung verpasste das Team die Qualifikation für die Weltmeisterschaft 2014.
Zu Beginn des Jahres 2015 zeigte sich SK Telecom T1 mit veränderter Aufstellung wieder in besserer Form und gewann die OGN-Frühlingssaison. Im Finale kam Faker dabei allerdings nicht zum Einsatz. Beim anschließenden Mid-Season Invitational unterlag das Team dem chinesischen Meister EDward Gaming im Finale mit 2:3. Die Sommersaison der südkoreanischen Profiliga gewann SK Telecom T1 dafür wieder, diesmal durch einen 3:0-Finalsieg über KT Rolster. Faker wurde dabei zum dritten Mal in seiner Karriere mit dem MVP-Titel geehrt. Bei der Weltmeisterschaft gelangte SK Telecom T1 mit Faker ohne Mapverlust ins Finale, wo das Team in der Mercedes-Benz Arena Berlin mit 3:1 gegen die KOO Tigers gewann.
Bei der Riot Weltmeisterschaft 2017 kam Faker ins Finale und verlor mit seinem Team 0:3 gegen Samsung Galaxy. Während er sich 2018 mit SKT T1 nicht für die Weltmeisterschaft im eigenen Land qualifizieren konnte, kehrte er 2019 wiedererstarkt zurück. Er erreichte mit seinem Team das Halbfinale der World Championships 2019, musste sich dort jedoch dem europäischen G2 Esports geschlagen geben, wie bereits zuvor im gleichen Jahr beim Mid-Season Invitational.
Mit seinem neu zusammengestellten Team bestehend aus ihm, Zeus, Oner, Gumayusi und Keria gelang es ihm 2022 die LCK-Spring-Split dominant zu gewinnen. Bei den Worlds schieden sie im Halbfinale gegen den Worlds-Champion aus 2020 DWG aus. Nach sechs Jahren ohne Finalteilnahme konnte Faker im Jahr 2022 wieder das Finale der WM erreichen. Dieses verlor T1 im entscheidenden fünften Spiel gegen das koreanische Team DRX durch ein "Baserace". 
Trotz einiger Probleme in der LCK 2023 gelang es T1 in gleicher Besetzung wie im Vorjahr nach einem Sieg gegen das chinesische Team JD Gaming das Finale der WM 2023 zu erreichen. Hier konnte Faker nach sieben Jahren wieder die Weltmeisterschaft in einem dominanten 3:0 gegen das chinesische Team Weibo Gaming (WBG) gewinnen.
2024 startete Faker mit T1 als Viertplatzierter in der LCK in die Worlds ein. Obwohl sie der Titelverteidiger waren galten sie aufgrund der mäßig erfolgreichen LCK-Saison 2024 nicht als Topfavorit auf den WM-Titel. Nach erfolgreich überstandener Vorrunde schlugen sie im Viertelfinale Top Esports (TES) deutlich mit 3:0. Auch das in der LCK dominierende Team Gen.G Esports konnte im Halbfinale in einem 3:1 zu bezwungen werden. Im Finale trafen sie auf den chinesischen LPL-Meister Bilibili Gaming (BLG). Nach einem Rückstand von 1:2 konnte T1 die letzten beiden Spiele gewinnen und zum zweiten Mal nach 2015 und 2016 seinen WM-Titel von 2023 verteidigen. Zudem wurde Faker als Worlds-Finals-MVP 2024 ausgezeichnet.

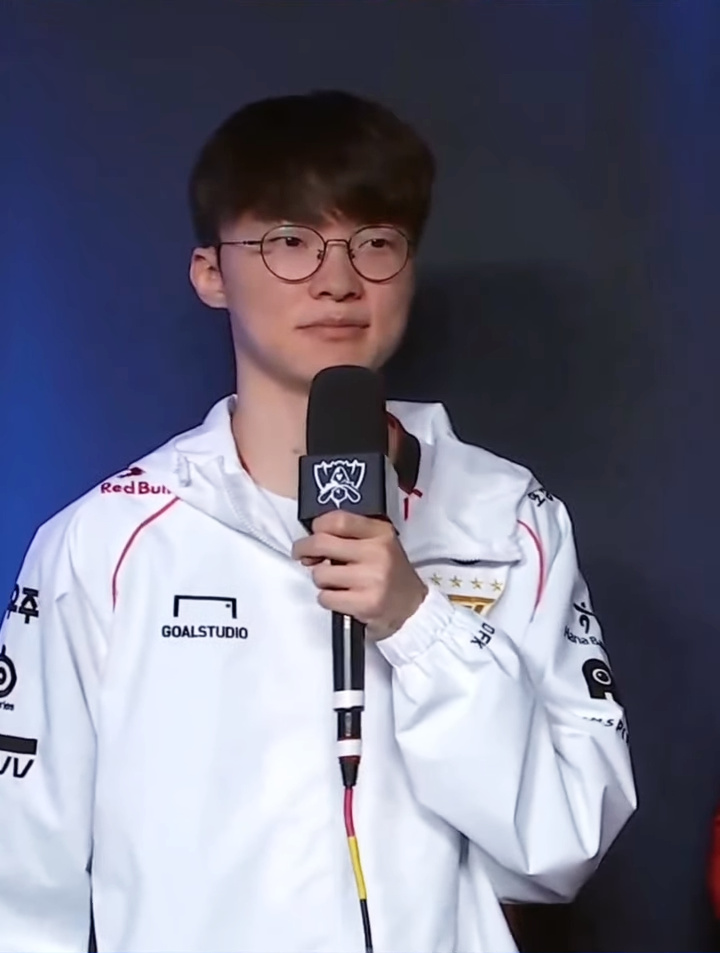
Faker bei den Worlds 2024

## Spielstil
Kommentatoren heben besonders Fakers großen Champion-Pool heraus. In League of Legends wählen alle Spieler vor der Partie einen der verfügbaren Champions mit individuellen Fähigkeiten und Attributen aus, den sie dann im Spiel steuern. Während manche Profispieler nur wenige Champions auf höchstem Niveau beherrschen oder einen bestimmten Spielstil bevorzugen, spielt Faker variabel und kann sich den Gegnern bzw. der Spielsituation gut anpassen.
Darüber hinaus gilt er als Spieler ohne signifikante Schwachstellen in den für das Spiel wichtigen Bereichen wie Mapübersicht, Teamfights, Laning-Phase und Farmen.

## Turnier-Erfolge
Legende
|  | nationale Meisterschaft |  | internationales Turnier |

### Mit SK Telecom T1
|  | Jahr    | Turnier                          | Resultat    | Preisgeld     | (in €)      |
|  | ------- | -------------------------------- | ----------- | ------------- | ----------- |
|  | 2013    | OGN Champions Spring 2013        | 3. Platz    | ₩ 24.000.000  | 16.500 €    |
|  | 2013    | OGN Champions Summer 2013        | 1. Platz    | ₩ 80.000.000  | 54.000 €    |
|  | 2013    | Riot Season 3 World Championship | 1. Platz    | $ 1.000.000   | 750.000 €   |
|  | 2013/14 | OGN Champions Winter 2013/14     | 1. Platz    | ₩ 80.000.000  | 54.000 €    |
|  | 2014    | OGN Champions Spring 2014        | 5.–8. Platz | ₩ 10.000.000  | 6.700 €     |
|  | 2014    | Riot All-Star Invitational Paris | 1. Platz    | $ 50.000      | 36.400 €    |
|  | 2014    | OGN Masters 2014                 | 2. Platz    | ₩ 20.000.000  | 13.700 €    |
|  | 2014    | OGN Champions Summer 2014        | 5.–8. Platz | ₩ 10.000.000  | 7.200 €     |
|  | 2015    | LCK Spring 2015                  | 1. Platz    | ₩ 100.000.000 | 82.500 €    |
|  | 2015    | Mid-Season Invitational 2015     | 2. Platz    | $ 50.000      | 44.800 €    |
|  | 2015    | LCK Summer 2015                  | 1. Platz    | ₩ 100.000.000 | 75.800 €    |
|  | 2015    | Riot 2015 World Championship     | 1. Platz    | $ 1.000.000   | 908.000 €   |
|  | 2016    | IEM World Championship Season 10 | 1. Platz    | $ 50.000      | 45.500 €    |
|  | 2016    | LCK Spring 2016                  | 1. Platz    | ₩ 100.000.000 | 77.500 €    |
|  | 2016    | Mid-Season Invitational 2016     | 1. Platz    | $ 250.000     | 226.500 €   |
|  | 2016    | LCK Summer 2016                  | 3. Platz    | ₩ 25.000.000  | 20.000 €    |
|  | 2016    | Riot 2016 World Championship     | 1. Platz    | $ 2.000.000   | 1.837.000 € |
|  | 2017    | LCK Spring 2017                  | 1. Platz    | ₩ 100.000.000 | 77.500 €    |
|  | 2017    | Mid-Season Invitational 2017     | 1. Platz    | $ 676.000     | 580.000 €   |
|  | 2017    | LCK Summer 2017                  | 2. Platz    | ₩ 60.000.000  | 46.000 €    |
|  | 2017    | Riot 2017 World Championship     | 2. Platz    | $ 667.841     | 557.800 €   |
|  | 2018    | LCK Spring 2018                  | 4. Platz    | ₩ 20.000.000  | 15.400 €    |
|  | 2018    | LCK Summer 2018                  | 7. Platz    | ₩ 10.000.000  | 07.700 €    |
|  | 2019    | LCK Spring 2019                  | 1. Platz    | ₩ 100.000.000 | 77.500 €    |
|  | 2019    | Mid-Season Invitational 2019     | 3./4. Platz | $ 100.000+    | 90.000+ €   |
|  | 2019    | LCK Summer 2019                  | 1. Platz    | ₩ 100.000.000 | 75.000 €    |
|  | 2019    | Riot 2019 World Championship     | 3./4. Platz | $ 155.750+    | 140.000+ €  |

### Mit T1
|  | Jahr | Turnier                      | Resultat    | Preisgeld     | (in €)     |
|  | ---- | ---------------------------- | ----------- | ------------- | ---------- |
|  | 2020 | LCK Spring 2020              | 1. Platz    | ₩ 100.000.000 | 75.000 €   |
|  | 2020 | Mid-Season Cup 2020          | 7./8. Platz | $ 20.000      | 17.500 €   |
|  | 2020 | LCK Summer 2020              | 5. Platz    | ₩ 15.000.000  | 11.000 €   |
|  | 2021 | LCK Spring 2021              | 4. Platz    | ₩ 20.000.000  | 14.500 €   |
|  | 2021 | LCK Summer 2021              | 2. Platz    | ₩ 100.000.000 | 72.500 €   |
|  | 2021 | Riot 2021 World Championship | 3./4. Platz | $ 178.000+    | 155.000+ € |
|  | 2022 | LCK Spring 2022              | 1. Platz    | ₩ 200.000.000 | 150.000 €  |
|  | 2022 | Mid-Season Invitational 2022 | 2. Platz    | $ 50.000+     | 50.000+ €  |
|  | 2022 | LCK Summer 2022              | 2. Platz    | ₩ 100.000.000 | 72.000 €   |
|  | 2022 | Riot 2022 World Championship | 2. Platz    | $ 333.750+    | 334.000+ € |
|  | 2023 | LCK Spring 2023              | 2. Platz    | ₩ 100.000.000 | 70.000 €   |
|  | 2023 | Mid-Season Invitational 2023 | 3. Platz    | $ 30.000      | 30.000 €   |
|  | 2023 | LCK Summer 2023              | 2. Platz    | ₩ 100.000.000 | 69.000 €   |
|  | 2023 | Riot 2023 World Championship | 1. Platz    | $ 445.000+    | 408.000+ € |
|  | 2024 | LCK Spring 2024              | 2. Platz    | ₩ 100.000.000 | 67.000 €   |
|  | 2024 | Mid-Season Invitational 2024 | 3. Platz    | $ 30.000+     | 27.000+ €  |
|  | 2024 | Esports World Cup 2024       | 1. Platz    | $ 400.000     | 370.000 €  |
|  | 2024 | LCK Summer 2024              | 3. Platz    | ₩ 50.000.000  | 34.000 €   |
|  | 2024 | Riot 2024 World Championship | 1. Platz    | $ 445.000+    | 408.000+ € |

### Mit Team Südkorea
|  | Jahr | Turnier          | Resultat | Preisgeld      | (in €)         |
|  | ---- | ---------------- | -------- | -------------- | -------------- |
|  | 2018 | Asienspiele 2018 | 2. Platz | kein Preisgeld | kein Preisgeld |
|  | 2023 | Asienspiele 2022 | 1. Platz | kein Preisgeld | kein Preisgeld |

### Persönliche Auszeichnungen
|  | Jahr    | Turnier                      | Resultat             | Preisgeld      | (in €)         |
|  | ------- | ---------------------------- | -------------------- | -------------- | -------------- |
|  | 2013    | OGN Champions Summer 2013    | MVP (Bester Spieler) | ₩ 10.000.000   | 6.500 €        |
|  | 2013    | OGN Champions Summer 2013    | Beste KDA (Midlane)  | ₩ 2.000.000    | 1.300 €        |
|  | 2013/14 | OGN Champions Winter 2013/14 | MVP (Bester Spieler) | ₩ 10.000.000   | 6.500 €        |
|  | 2013/14 | OGN Champions Winter 2013/14 | Beste KDA (Midlane)  | ₩ 2.000.000    | 1.300 €        |
|  | 2015    | LCK Summer 2015              | Playoff MVP          | ₩ 5.000.000    | 6.500 €        |
|  | 2016    | Mid-Season Invitational      | MVP (Bester Spieler) | kein Preisgeld | kein Preisgeld |
|  | 2016    | Riot 2016 World Championship | MVP (Bester Spieler) | kein Preisgeld | kein Preisgeld |
|  | 2017    | LCK Spring 2017              | Beste KDA (Midlane)  | ₩ 2.000.000    | 1.300 €        |
|  | 2024    | Esports World Cup 2024       | MVP (Bester Spieler) | $ 50.000       | 46.100 €       |
|  | 2024    | Riot 2024 World Championship | MVP (Bester Spieler) | kein Preisgeld | kein Preisgeld |

- The Game Awards – Bester E-Sport-Athlet (2017, 2023, 2024)